# Shinyanga (regio)
Shinyanga is een regio in het noorden van Tanzania. De regio heeft een oppervlakte van 18.901 km² en heeft ruim 1,5 miljoen inwoners (2012). De regionale hoofdstad van Shinyanga heet eveneens Shinyanga.
In 2012 werd de oppervlakte van Shinyanga meer dan gehalveerd, toen de noordoostelijke districten Meatu, Maswa en Bariadi werden overgeheveld naar de nieuwe regio Simiyu en het westelijke Bukombe naar het eveneens nieuwe Geita. 

## Grenzen
De regio Shinyanga ligt in het noorden van Tanzania en grenst er aan vijf andere regio's:
- Geita in het noordwesten.
- Mwanza in het noorden.
- Simiyu in het noordoosten.
- Tabora in het zuiden.
- Singida in het uiterste zuidoosten.

## Districten
De regio is onderverdeeld in vijf districten:
- Kahama Stad
- Landelijk Kahama
- Kishapu

- Landelijk Shinyanga
- Shinyanga Stad